# Neptunium-239
Neptunium-239 of 239Np is een onstabiele radioactieve isotoop van neptunium, een actinide en transuraan element. De isotoop komt van nature niet op Aarde voor.
Neptunium-239 kan ontstaan door radioactief verval van uranium-239 of americium-243.
{\displaystyle {\ce {{^{239}_{92}U}->{^{239}_{93}Np}+{e^{-}}+{\bar {\nu }}_{e}}}}
{\displaystyle {\ce {{^{243}_{95}Am}->{^{239}_{93}Np}+\,_{2}^{4}\alpha }}}

## Radioactief verval
Neptunium-239 vervalt door β−-verval tot de radio-isotoop plutonium-239:
{\displaystyle {\ce {{^{239}_{93}Np}->{^{239}_{94}Pu}+{e^{-}}+{\bar {\nu }}_{e}}}}
De halveringstijd bedraagt ongeveer 2,4 dagen.
219Np · 220Np · 221Np · 222Np · 223Np · 224Np · 225Np · 226Np · 227Np · 228Np · 229Np · 230Np · 231Np · 232Np · 233Np · 234Np · 235Np · 236Np · 236mNp · 237Np · 238Np · 238mNp · 239Np · 240Np · 240mNp · 241Np · 242Np · 242mNp · 243Np · 244Np · 245Np